# Belgiens kungliga ishockeyfederation
Belgiens kungliga ishockeyfederation ordnar med organiserad ishockey i Belgien. Belgien inträdde den 8 december 1908 i IIHF.

## Historik
Förbundet bildades av Henry Van den Bulck 1912. Han blev dess första ordförande, en position han behöll till 1920. Förbundet kallades Belgiens ishockeyfederation till 1973 då kungliga lades till.

### Lista över ordförande
| Ordförande               | Tillträdde | Avgick |
| ------------------------ | ---------- | ------ |
| Henri Van den Bulcke     | 1912       | 1920   |
| Paul Loicq               | 1920       | 1935   |
| Paul De Schrijver        | 1935       | 1936   |
| Jean Loicq               | 1936       | 1936   |
| Paul De Schrijver        | 1936       | 1937   |
| Henry Matthyssens        | 1937       | 1939   |
| Paul De Weerdt           | 1939       | 1945   |
| Gusty De Backer          | 1945       | 1949   |
| Carlos Van den Driessche | 1949       | 1951   |
| Albert Delrez            | 1951       | 1953   |
| Carlos Van den Driessche | 1953       | 1955   |
| Axel Janssen             | 1955       | 1959   |
| Jimmy Greaffe            | 1959       | 1960   |
| Carlos Van den Driessche | 1960       | 1965   |
| Paul Schwegerynen        | 1965       | 1972   |
| Emile Delvignette        | 1972       | 1980   |
| Adolf Cuypers            | 1980       | 1991   |
| Chris Clement            | 1991       | 2008   |
| Pascal Nuchelmans        | 2008       | -      |

### Fotnoter
1. ↑  ”Belgium”. International Ice Hockey Federation. http://www.iihf.com/iihf-home/countries/belgium.html. Läst 9 april 2012.